# Judendom i Kina

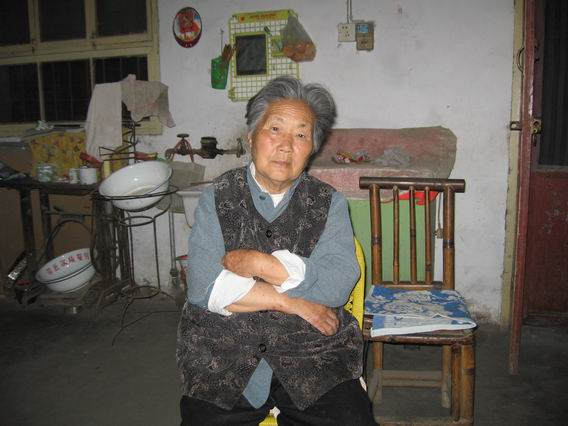
Medlem i den judiska Zhao-klanen i Kaifeng.

Judendomen (yóutàijiao på pinyin) kom till Kina redan under Handynastin (206 f.Kr. – 200 e.Kr.) enligt en stentavla från 1512, men det är mer sannolikt att judarna kom till Kina under 1100-talet från Indien eller Persien via Sidenvägen. 
Den äldsta kinesiska synagogan fanns i Kaifeng och byggdes 1163.
De jesuitiska missionärerna under 1600-talet var de första västerlänningarna som fick kännedom om judendomen i Kina. Jesuiterna rapporterade om hur det i Kaifeng fanns en stor synagoga med en församling som följde judiska traditioner och lagar. 
Kaifeng är den enda stad vars kinesiska judiska historia finns kvar i dag. Den sista kinesiska rabbinen dog 1800. Synagogan förstördes delvis, torahrullar och andra hebreiska texter försvann, blev uppköpta av bibliotek eller togs av kristna missionärer. Många föremål har försvunnit in i moskén.
Av den judiska befolkningen i Kina och Kaifeng finns väldigt få kvar.
Många judar i Kaifeng identifierar sig som judar, och har gjort så i folkräkningen.